# Вочман Ні

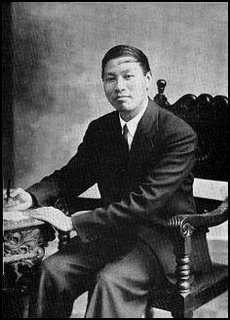
Вочман Ні

Вочман Ні, Ні Туошен (кит. 倪柝聲; піньїнь: Ní Tuòshēng; 4 листопада 1903 — 30 травня 1972) — лідер китайської церкви та християнський вчитель, який працював у Китаї протягом 20 століття . На його євангелізацію вплинули Плімутські брати. 
У 1922 році він ініціював церковні збори у Фучжоу, які можна вважати початком місцевих церков. За тридцять років свого служіння Ні опублікував багато книг, що пояснюють Біблію. Він заснував церкви по всьому Китаю та провів багато конференцій для навчання дослідників Біблії та церковних працівників. Після Комуністичної революції Ні зазнав переслідувань і був ув’язнений за свою віру і провів останні двадцять років свого життя у в’язниці. Його нагородив Крістофер Сміт (R–NJ) у Конгресі США 30 липня 2009 року.

## Біографія
Вочман Ні народився 4 листопада 1903 року як третя з дев’яти дітей Ні Венгсю, шанованого офіцера імперської митної служби, та Лінь Хе-Пінг (Мир Лін), який у дитинстві відзначився в американському -укомплектована методистська місіонерська школа. Його дід був талановитим англіканським проповідником. 
Оскільки обидва батьки Ні були методистами, його хрестив єпископ Методистської церкви ще немовлям.
У 1916 році, у віці 13 років, Ні вступив до місцевої середньої школи Церковного місіонерського товариства у Фучжоу, провінція Фуцзянь, щоб розпочати навчання за західним зразком. Потім він пішов до середньої школи Трініті-коледжу в Фучжоу, де продемонстрував великий розум і амбіції. Серед його однокласників був Вілсон Ван, брат одного з хороших друзів Вочмана Ні, Леланда Ванга. Двоє хлопців закінчили коледж, незважаючи на сильну повінь, яка принесла в їхній регіон холеру, чуму та труднощі. Під час випускних іспитів двоє хлопців набрали майже однакові бали, очоливши клас Вілсон Ван, за яким із відривом слідував Вочман Ні на другому місці.
Навесні 1920 року, коли Ні було 17 років, Дору Юй запросили провести десятиденні збори відродження у Церкві Небесного Миру у Фучжоу. Після того як мати Ні відвідала ці зустрічі, вона спонукала вибачитися перед сином за попередній випадок несправедливого покарання. Її вчинок настільки вразив Ні, що він вирішив відвідати наступного дня євангелізаційні збори, щоб побачити, що там відбувається. Після повернення із зустрічі, згідно з власним звітом Ні:
Увечері 28 квітня 1920 року я був сам у своїй кімнаті, намагаючись вирішити, вірити чи ні в Господа. Спочатку я не хотів, але, намагаючись помолитися, я побачив масштаб своїх гріхів і реальність і дієвість Ісуса як Спасителя. Коли я уявляв Господні руки, витягнуті на хресті, вони ніби вітали мене, і Господь казав: «Я чекаю тут, щоб прийняти тебе». Усвідомлюючи дієвість Христової крові в очищенні моїх гріхів і переповнений такою любов’ю, я прийняв його туди. Раніше я сміявся з людей, які прийняли Ісуса, але того вечора цей досвід став для мене реальним, і я плакав і сповідував свої гріхи, шукаючи прощення у Господа. Під час першої молитви я відчув радість і мир, яких ніколи раніше не відчував. Здавалося, світло затопило кімнату, і я сказав Господу: «О, Господи, Ти справді був милостивий до мене».
— Watchman Nee, Watchman Nee's Testimony.
Після свого навернення Ні хотів отримати навчання як християнський робітник. Спочатку він відвідав Біблійний інститут Дори Юй у Шанхаї, хоча ще був учнем середньої школи. Однак його звільнили через його погані та ліниві звички, такі як спати допізна. Згодом Ні намагався покращити свій характер і привів його до близького контакту з британською місіонеркою Маргарет Е. Барбер, яка стала його вчителем і наставником. Ні відвідував Маргарет щотижня, щоб отримати духовну допомогу. Барбер ставилася до Ні як до молодого учня і часто застосовувала сувору дисципліну. Коли вона померла в 1930 році, Барбер залишила всі свої речі Ні, яка написала:
Ми дуже засмучені новиною про смерть міс Барбер у пагоді Ло-Сінг, Фукієн. Вона була дуже глибоко в Господі, і, на мою думку, таке спілкування, яке вона мала з Господом, і вірність, яку вона виявляла Господу, рідко зустрічаються на цій землі.
— Witness Lee, Watchman Nee: A Seer of the Divine Revelation in the Present Age.

## Шлюб
У підлітковому віці Ні закохався у Чаріті Чанг. Дві їхні родини дружили протягом трьох поколінь. Коли Ні став християнином, Чаріті висміяла Ісуса в присутності Ні. Це його непокоїло. Зрештою, після багатьох труднощів, Ні відчув, що йому потрібно відмовитися від їхніх стосунків. Через десять років, після закінчення університетської освіти, Чаріті стала християнкою. Вона почала відвідувати церковні збори в Шанхаї в 1934 році. Того ж року, під час четвертої «конференції Переможця» Ні в Ханчжоу, вони одружилися. Чаріті піклувалася про Ні під час його частих хвороб і була єдиним відвідувачем, якому Ні дозволяли під час його ув’язнення. У них не було дітей.

## Переслідування та ув'язнення
Підйом Комуністичної партії Китаю в 1949 році з її доктриною державного атеїзму спричинив великі переслідування християн. Фальшиві звинувачення та арешти також були висунуті проти багатьох іноземних місіонерів. Через інтенсивні пропагандистські кампанії та погрози ув’язнення віруючих змушували звинувачувати один одного.
10 квітня 1952 року Вочман Ні був заарештований у Шанхаї офіцерами громадської безпеки з Маньчжурії та звинувачений у хабарництві, крадіжці державного майна, ухиленні від сплати податків, обмані державних контрактів і крадіжці урядової економічної інформації. Ні також «перевиховали». 11 січня 1956 року відбулася загальнонаціональна зачистка, націлена на співробітників і старійшин у місцевих церквах. Дехто загинув у трудових таборах, а іншим загрожували тривалі терміни ув’язнення. 18 січня 1956 року Бюро у справах релігії розпочало дванадцятиденні збори зі звинуваченнями в залі церковних зборів на Наньян-роуд у Шанхаї, під час яких було висунуто багато звинувачень проти Ні під час великих зборів звинувачень. 21 червня 1956 року Ні постав перед Верховним судом у Шанхаї, де було оголошено, що він був відлучений від церкви старійшинами церкви в Шанхаї та визнаний винним за всіма звинуваченнями. Засуджений на п'ятнадцять років позбавлення волі з виправленням. Спочатку він утримувався у в'язниці Тіланьцяо в Шанхаї, але пізніше був переведений в інші місця. Відвідати його дозволили лише його дружині Чаріті.
29 січня 1956 року громадська безпека зайняла будівлю на Наньян-роуд, і багато співробітників Ні були заарештовані, поміщені в ізоляцію та змушені зректися Вочмана Ні. Деякі колеги приєдналися до звинувачень Вочмена Ні, тоді як інші, такі як Піс Ван, Рут Лі та Юй Ченхуа, мовчали і були покарані довічним ув’язненням. Після цього по всій країні відбулися масові мітинги з обвинуваченням, щоб засудити «антиреволюційну секту Вочмана Ні».

## Смерть
За рік до смерті Ні в 1972 році його дружина Чаріті померла через нещасний випадок і високий кров'яний тиск; Ні не пустили на її похорон. Потім старша сестра Чаріті взяла на себе відповідальність піклуватися про Ні у в'язниці. Ні мав бути звільнений у 1967 році, але його тримали у в'язниці до його смерті 30 травня 1972 року. Ні про його смерть, ні про похорон не повідомлялося. Його останки були кремовані 1 червня 1972 року, до того, як його сім'я прибула до в'язниці.
Онука племінниця Ні розповіла про час, коли вона пішла забрати прах Ні:
У червні 1972 року ми отримали повідомлення з трудового господарства, що мій дядь помер. Ми кинулися на ферму. Але коли ми туди приїхали, то дізналися, що його вже кремували. Ми могли бачити лише його прах. Перед відходом він залишив під подушкою аркуш паперу, на якому тремтячою рукою було написано кілька рядків великих слів. Своїм життєвим досвідом він хотів засвідчити правду, яку мав до самої смерті. Ця істина така: «Христос — Син Божий, який помер за викуплення грішників і воскрес через три дні. Це найбільша істина у Всесвіті. Я вмираю через свою віру в Христа. Вочман Ні». Коли працерадгосп показав нам цей папір, я молився, щоб Господь дав мені швидше запам'ятати його. Мій дідусь помер. Він був вірний до смерті. Із заплямованим кров’ю вінцем пішов він до Господа. Хоча Ні не виконав свого останнього бажання — вийти живим і приєднатися до своєї дружини, Господь приготував щось ще краще — вони возз’єдналися перед Господом.
— Watchman Nee's grandniece, Watchman Nee: A Seer of the Divine Revelation in the Present Age.

## Переконання
Ні вірив у словесне натхнення Біблії та в те, що Біблія є Словом Божим. Він також вірив, що Бог у певному сенсі триєдиний, Батько, Син і Дух, чітко троє, але повністю єдині, що співіснують і співнаслідують один одного від вічності до вічності. Він вірив, що Ісус Христос є Сином Божим, навіть Сам Бог, який втілився як людина, яка має як людське життя, так і божественне життя, що Він помер на хресті, щоб здійснити викуплення, що Він тілесно воскрес із мертвих на третій день , що Він вознісся на небо і був посаджений на престол, увінчаний славою і зроблений Господом усього, і що Він повернеться вдруге, щоб прийняти Своїх послідовників, щоб врятувати Ізраїль і встановити Своє тисячолітнє царство на землі. Він вірив, що кожна людина, яка вірить в Ісуса Христа, буде прощена Богом, омита Його спокутною кров’ю, виправдана вірою, відроджена Святим Духом і спасена благодаттю. Такий віруючий є дитиною Божою і членом Тіла Христового. Він також вважав, що доля кожного віруючого — бути невід’ємною частиною церкви, яка є Тілом Христовим і домом Божим.